# Casino Notabile
 (février 2023).
Le Casino Notabile, anciennement connu sous le nom de Point de Vue, est un ancien club-house situé sur la colline de Saqqajja, à l'extérieur des murs de Mdina, à Malte. C'est un petit bâtiment décoré, qui a été construit vers 1887-1888 selon les plans de Webster Paulson. Il était dans un état délabré et risquait de s'effondrer jusqu'à sa restauration en 2016.

## Histoire

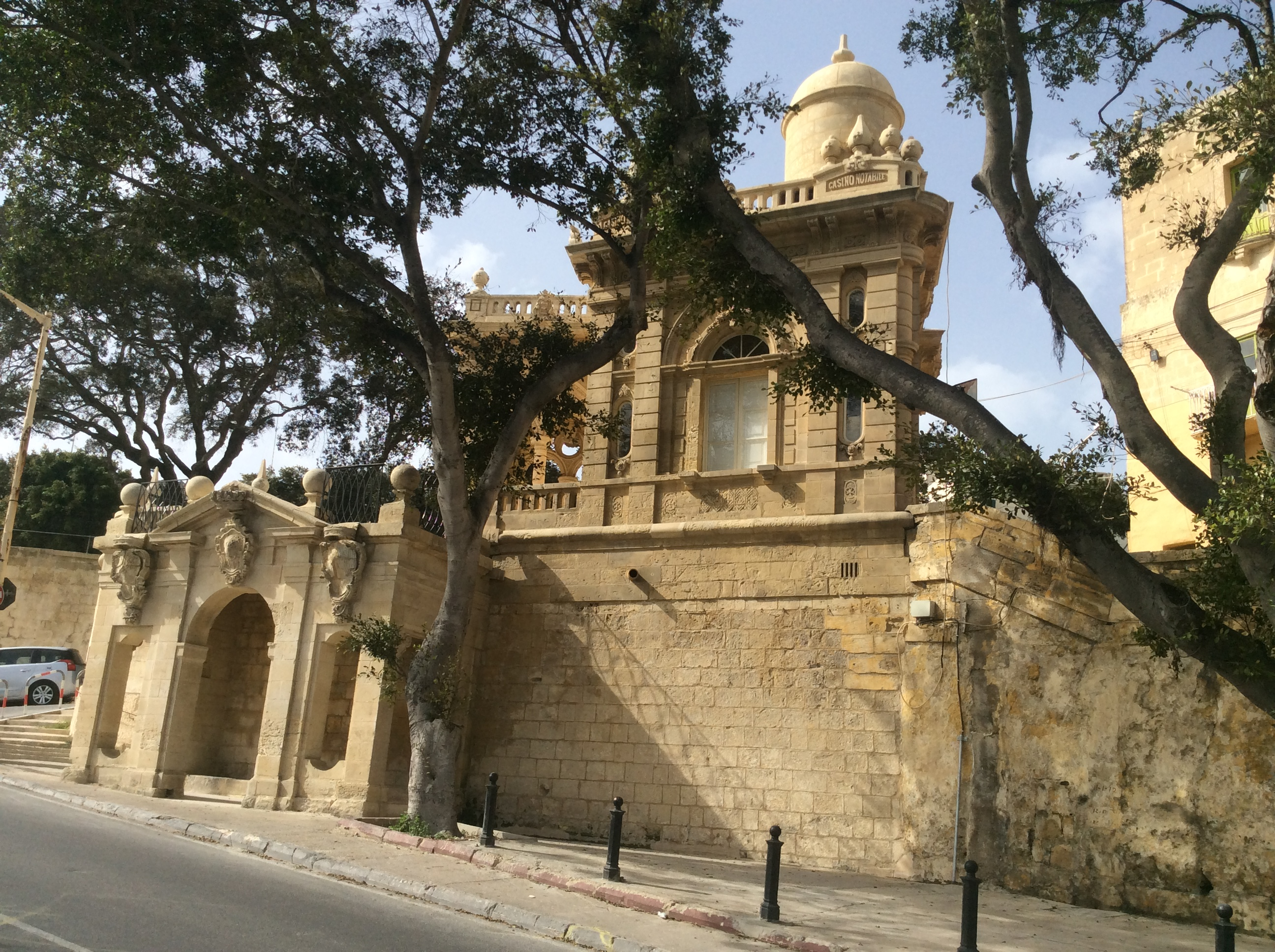
Le Casino Notabile (à droite) et le lavoir Saqqajja du XVIIIe siècle (à gauche)

En 1886, un groupe de nobles de Mdina a chargé l'architecte britannique Webster Paulson de concevoir un club-house qui devait être construit sur la colline de Saqqajja,,. La conception proposée a été soumise en octobre 1886 et le bâtiment a été achevé quelque temps avant août 1888. Paulson mourut le 16 août 1887, alors que le bâtiment était encore en construction, faisant du Casino Notabile sa dernière œuvre. Le pavillon a été construit sur le site d'un belvédère, et il surplombe un lavoir construit à la fin du XVIIIe siècle,. Du fait de sa situation sur la crête d'un plateau, dominant une vue dégagée, il était également connu sous le nom de Point de Vue.
Au début du XXIe siècle, le bâtiment était abandonné et en mauvais état. En 2008, des planches de bois ont été calées contre sa façade afin d'éviter qu'elle ne s'effondre. Les fondations étaient également instables car il a été construit sur une base d'argile. Les conseils locaux de Rabat et de Mdina ont fait pression sur le gouvernement pour sa restauration,.
Les travaux sur le bâtiment ont été retardés car la Direction de la restauration se concentrait sur la restauration des fortifications de Mdina, et le site a été jugé stable après avoir été surveillé. En 2012, les poutres en bois avaient été remplacées par des échafaudages. Les travaux de restauration et de consolidation des fondations ont été approuvés en 2015 et les travaux ont été réalisés en 2016. La restauration a coûté environ 200 000 €.

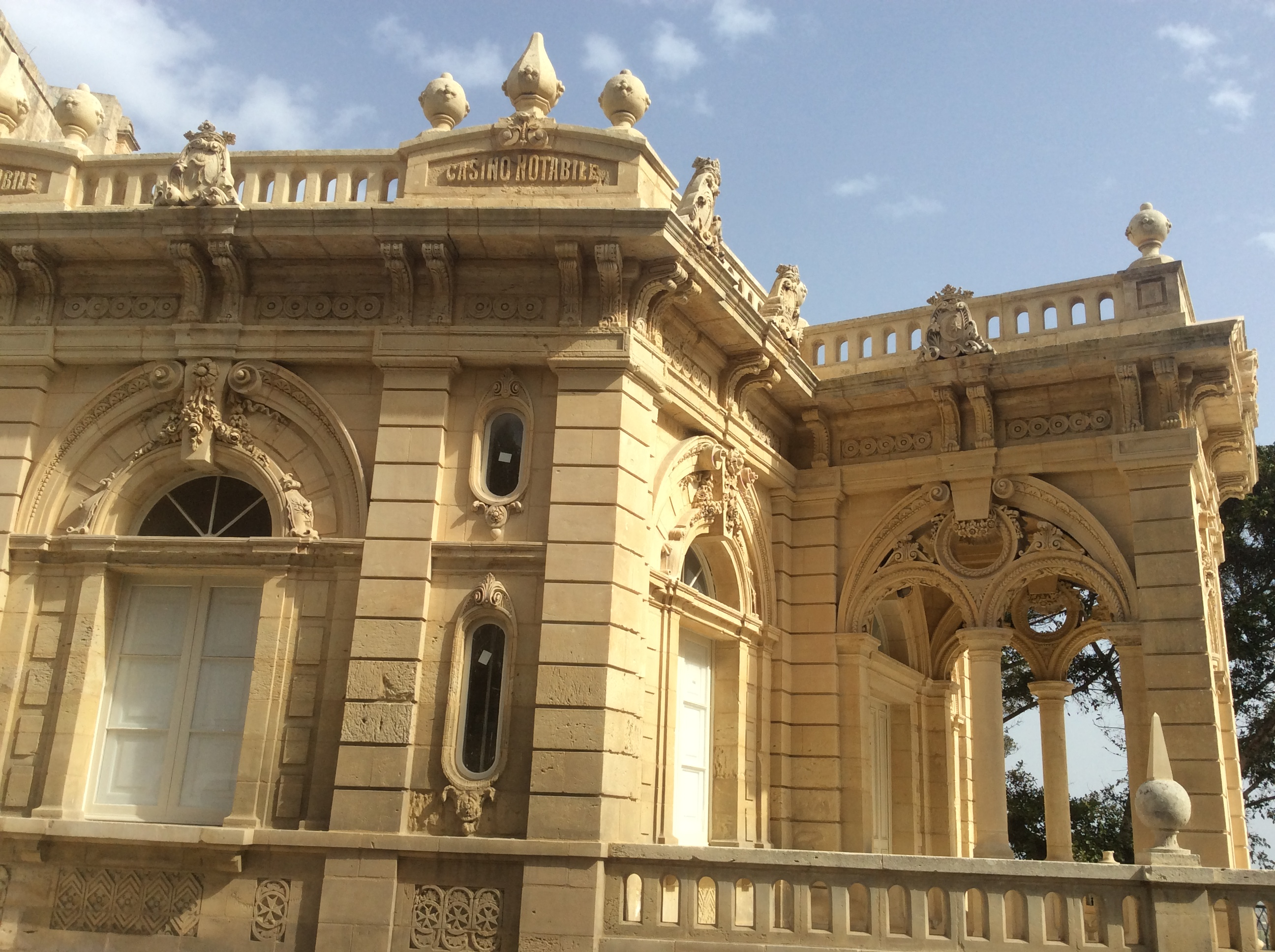
Détails de Casino Notabile

Le Casino Notabile est classé comme monument national de grade 1.

## Architecture
Le Casino Notabile est un bâtiment de style éclectique. Paulson a probablement été influencé par les travaux des architectes français des Beaux-Arts, et la conception du bâtiment reflète l'architecture de la Belle Époque trouvée à Paris et à Nice. Le Casino est une petite structure composée de trois pièces, avec une terrasse ouverte et un porche construit en calcaire local.
Le Casino abrite un buste du Gouverneur, œuvre du sculpteur sicilien Giuseppe Valenti. Ce dernier aurait également sculpté les sculptures complexes de l'extérieur du bâtiment.